# Schladming
Schladming este un oraș în districtul Liezen, Stiria, Austria. Se află la o altitudine de 745 m deasupra nivelului mării. Are o suprafață de 10,3 km² și 211 km². Populația este de 6.660 locuitori, determinată în 1 ianuarie 2018.

## Personalități născute aici
- Michael Tritscher (n. 1965), schior alpin;
- Hans Knauß (n. 1971), schior alpin.